# Erínye

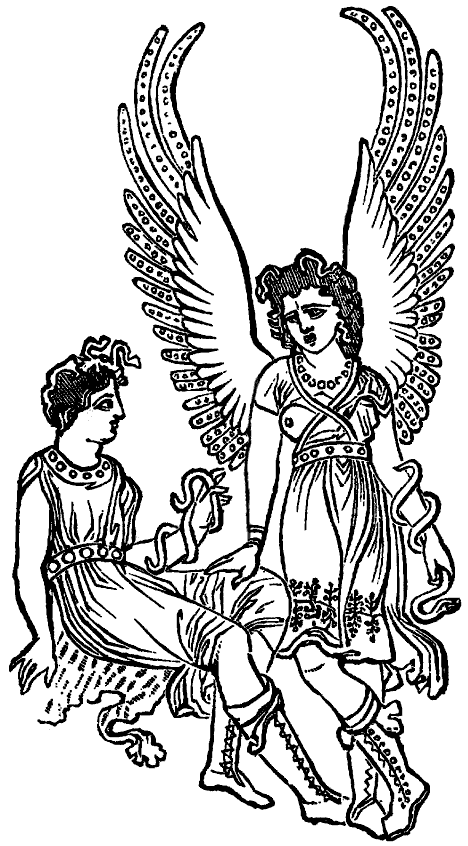
Dvě Furie, starověká váza.

Erínye (řecky Ερινύες, latinsky Furiae) jsou v řecké mytologii bohyně pomsty a kletby, služebnice boha podsvětí Háda a jeho manželky Persefony. V římské mytologii jim odpovídají Furie.
Říká se jim také Lítice. Zrodily se prý z kapek krve Úrana, kterého Kronos zbavil moci a mužství. Podle jiných zdrojů však mohou být potomky Acherónta a bohyně Nyx. Považují se za síly starší než bohové z Olympu, proto ani jejich nadvládě údajně zcela nepodléhají. Mají své zákony, podle nich nelítostně stíhají vraždy, zejména mezi členy rodiny, pokoj nedají ani křivopřísežníkům. Trestají a pronásledují viníky hlavně tam, kde selhává uplatnění zákonů lidských. Provinilce bez slitování štvou z místa na místo a nedají jim ani vydechnout. Mnohdy pomáhají Hádovi pronásledovat hříšníky, co unikají smrti.
Vypadají hrůzně – jsou to hrůzné stařeny s kožnatými křídly. Místo prstů mají ostré drápy. Pobývají v hrobech. V jedné z verzí mají psí hlavu, opeřené tělo, netopýří křídla, v rukou kovem pobité metly nebo důtky a jejich oběti jsou mučeny až k smrti.
Nejznámější obětí jejich pronásledování je Orestés, který zabil svou matku Klytaimnéstru. Erínye ho štvaly nelítostně, žádnou polehčující okolnost neuznávaly. Uklidnily se teprve po soudu, který nad Orestem vedla bohyně Athéna. Ta na Areopagu rozhodla o jeho osvobození. Erínyím slíbila i poskytla velké pocty, což je zklidnilo. V takovém rozpoložení se jim říkalo někdy Eumenidy (Laskavé či Blahovolné). I tak prý není radno nahlas vyslovovat jejich jméno.
Většinou bývají uvedeny tři:
- Alléktó – bohyně nesmiřitelného hněvu
- Tísifoné – mstitelka vražd
- Megaira – závist

Jejich latinské jméno počeštěně zní Fúrie a zachovalo se dodnes pro vzteklé, hádavé ženy.

## Odraz v umění
Poněkud mírněji Erínye zobrazovali antičtí malíři a sochaři. Jejich podobizen se zachovalo poměrně málo, většinou na vázových malbách; nejznámější z nich, Erínye pronásledují Oresta, pochází asi z konce 5. stol. př. n. l. a je dnes ve Vatikánském muzeu.